# Goianira
Goianira is een gemeente in de Braziliaanse deelstaat Goiás. De gemeente telt 26.336 inwoners (schatting 2009).